# Манастир Бистрица
Манастир Бистрица припада Епархији милешевској Српске православне цркве. Манастир Бистрица се налази у селу Бистрица код Нове Вароши, само неколико километара од сјеничког језера.

## Прошлост
Црква је подигнута у средњем веку за време Немањића. Наиме, краљ Стефан Владислав је издао повељу овом манастиру између 1234 – 1243. године. Повељом се прописују обавезе зависних и манастиру потчињених становника.
Почетком XIV века бистрички манастир је био поклоњен као метох манастиру Светих апостола Петра и Павла, a овај касније манастиру Хиландару.
Као и остале цркве и манастири, вековима је био у рушевинама, a обновљен је у XIX веку.
Црква је једнобродна, покривена двосливним кровом од шиндре. Према неким сазнањима, манастирски људи су још у XIII веку познавали технологију справљања пива.
Црква се налази у Бистрици, удаљена 1 км од магистралног пута Пријепоље – Нова Варош.